# Nhóm nguyên tố 7
Nhóm nguyên tố 7 là nhóm gồm 4 nguyên tố mangan (Mn), tecneti (Tc), rheni (Re) và bohri (Bh) trong bảng tuần hoàn, nhóm này còn có tên gọi khác là nhóm mangan.